# Central Cross-Island Highway

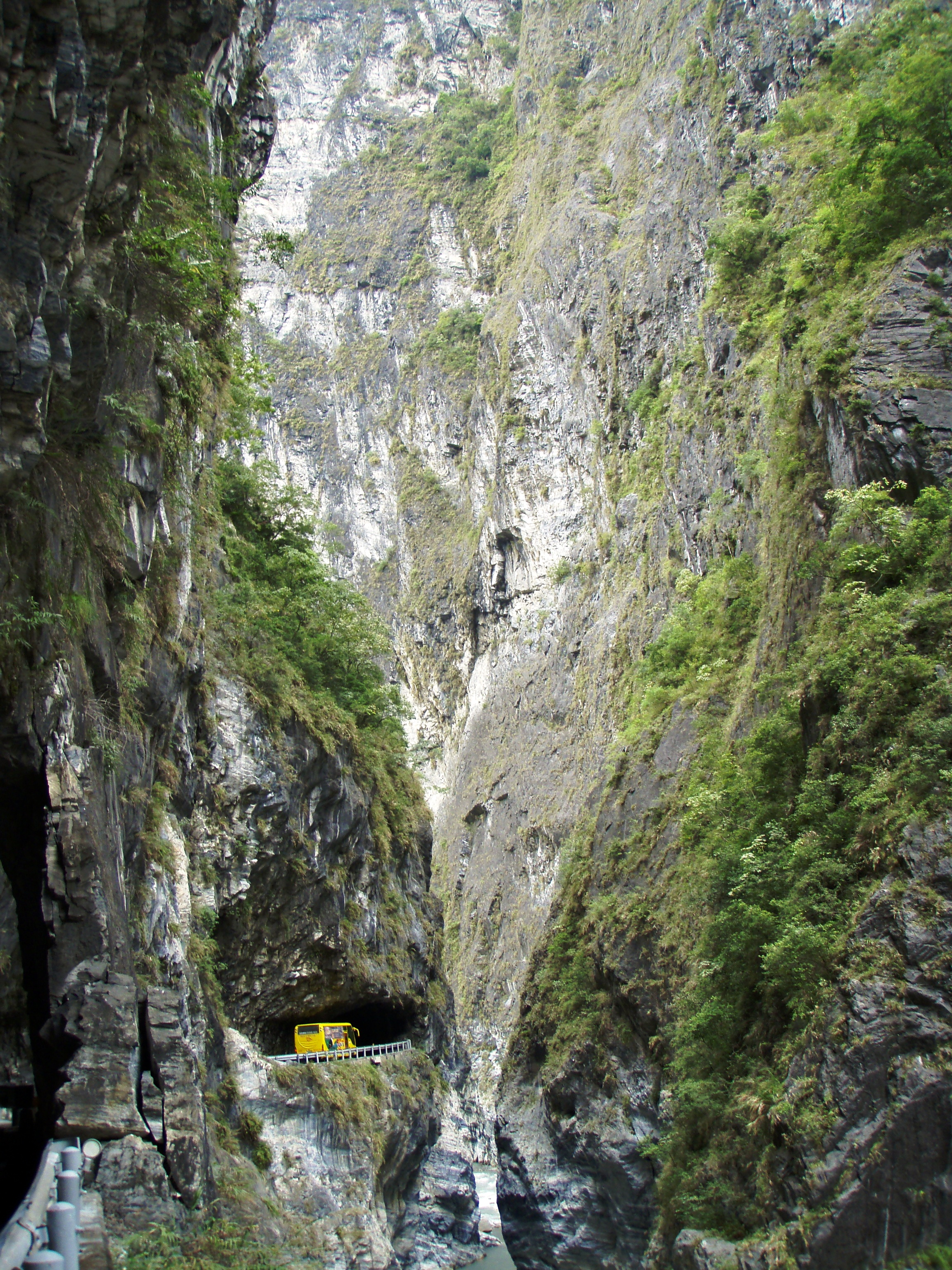

La Central Cross-Island Highway (中部橫貫公路), ou Provincial Highway No.8, est l'une des trois autoroutes reliant les côtes Est et Ouest de Taïwan.
Sa construction a débuté le 7 juillet 1956 et elle a été ouverte à la circulation automobile le 9 mai 1960. Son passage en terrains instables a entraîné la fermeture de plusieurs sections avec les années. La nouvelle New Central Cross-Island Highway offre désormais une voie alternative à la circulation. 

## Route

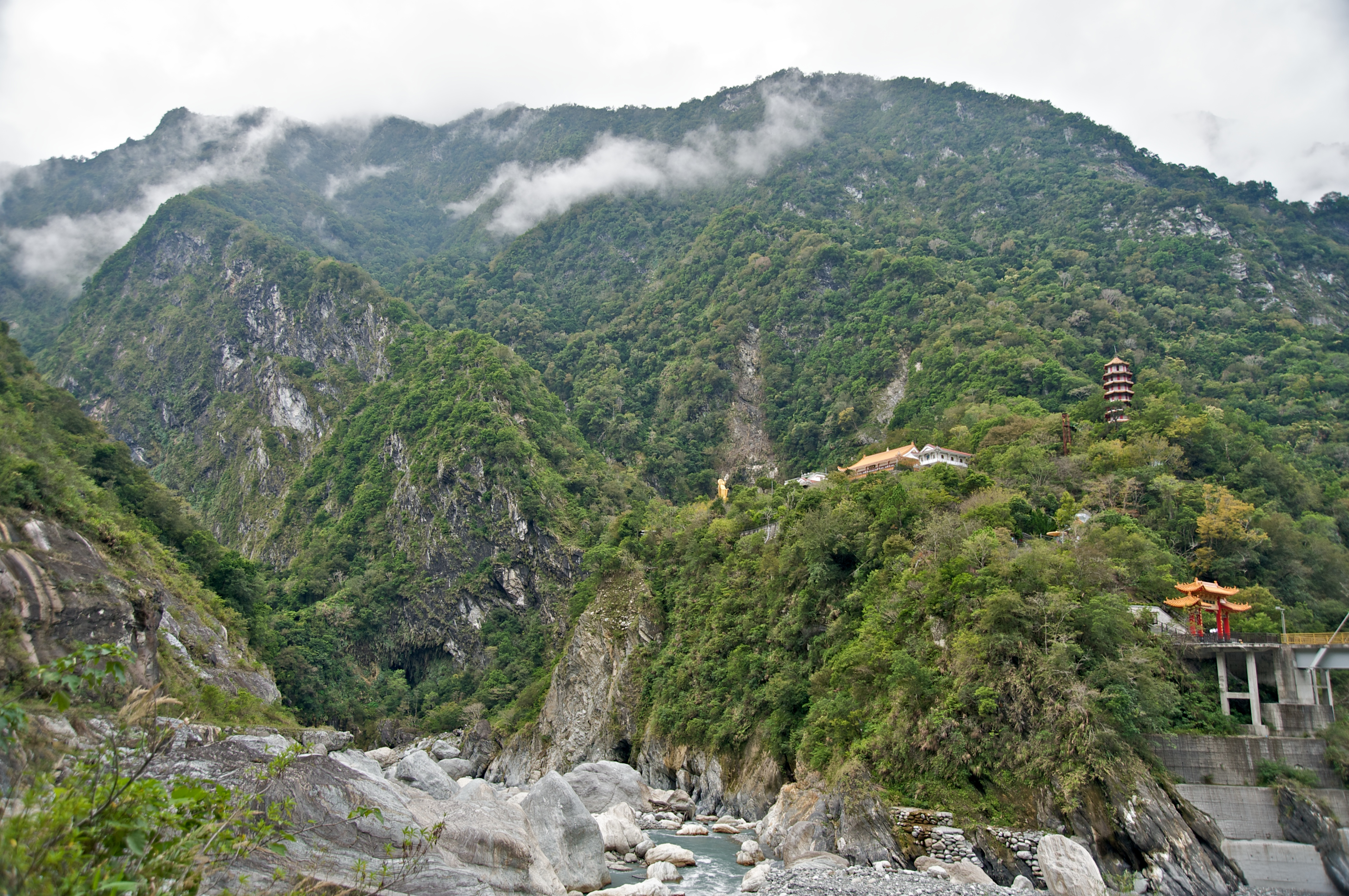

Le début de la route est situé à l'ouest, à Taichung, dans le district de Dongshi (en). 
Au début, l'autoroute passait par la chaîne de montagnes centrale en suivant la vallée de la rivière Dajia (en) (大甲溪), passant par les villages de Guguan (谷關) et Cingshan (青山). Cependant, le tronçon situé à l'est de Guguan est désormais fermé, ayant été endommagé. 
À  partir de Lishan, une branche de l'autoroute en direction nord mène à Yilan City, passant à travers les montagnes pour atteindre Dayuling (大禹嶺), point le plus élevé de la route. Un autre tronçon de l'autoroute se dirige vers le sud à partir de Dayuling vers Wushe (霧社). 
De Dayuling, la route continue vers l'est et descend en direction du parc national de Taroko, passant par Guanyuan (關原), Cih-en (慈恩), Luoshao (洛韶) et Tiansiang (天祥) avant d'entrer dans les gorges de Taroko. Après celles-ci, la route rejoint l'autoroute Su'ao-Hualien.

## Bris et fermeture
L'autoroute traverse des terrains accidentés et instables. De fortes pluies provenant de typhons déstabilisent régulièrement le sol et encombrent la chaussée de débris, rendant des tronçons de cette dernière impraticables. De plus, la zone est sujette aux séismes, ce qui peut avoir des effets désastreux sur l'autoroute. 
Ainsi, le 21 septembre 1999, le séisme 921 a coupé la route à plusieurs endroits entre Dongshih et Lishan. À la suite de ce tremblement de terre, il y a eu plusieurs débats pour déterminer la faisabilité et la volonté de maintenir et réparer l'autoroute. À la suite de réparations longues et coûteuses, les sections endommagées devaient rouvrir à la circulation automobile en 2004. Cependant, à la suite des dégâts engendrés par le typhon Mindulle (en), ces sections ont dû être définitivement fermées.
L'autoroute est toujours fermée entre Lishan et Guguan sans que des réparations ne soient prévues.